# Apiocera imminuta
Apiocera imminuta är en tvåvingeart som beskrevs av Hardy 1940. Apiocera imminuta ingår i släktet Apiocera och familjen Apioceridae. Inga underarter finns listade i Catalogue of Life.